# Ґутово-Велике
Ґутово-Велике (пол. Gutowo Wielkie) — село в Польщі, у гміні Вжесня Вжесінського повіту Великопольського воєводства.
Населення — 392 особи (2011).
У 1975-1998 роках село належало до Познанського воєводства.

## Демографія
Демографічна структура станом на 31 березня 2011 року:
|          | Загалом | Допрацездатний вік | Працездатний вік | Постпрацездатний вік |
| -------- | ------- | ------------------ | ---------------- | -------------------- |
| Чоловіки | 215     | 55                 | 144              | 16                   |
| Жінки    | 177     | 35                 | 114              | 28                   |
| Разом    | 392     | 90                 | 258              | 44                   |